# سعاد فيليكوفيتش
سعاد فيليكوفيتش (بالإيطالية: Suad Filekovič)‏ (مواليد 16 سبتمبر 1978 في يوغوسلافيا) لاعب كرة قدم سلوفيني يلعب حاليا لصالح نادي ماريبور السلوفيني .

## روابط خارجية
- سعاد فيليكوفيتش على موقع الاتحاد الدولي (مؤرشف)  (الإنجليزية)
- سعاد فيليكوفيتش على موقع قاعدة بيانات كرة القدم.إي يو (الإنجليزية)
- سعاد فيليكوفيتش على موقع ناشيونال فوتبول تيمز (الإنجليزية)
- سعاد فيليكوفيتش على موقع Soccerway.com (الإنجليزية)
- سعاد فيليكوفيتش على موقع عالم كرة القدم.نت (الإنجليزية)